# 钟善桐
钟善桐（1919年—2013年2月12日），男，浙江杭州人，中国结构工程专家，曾任哈尔滨工业大学教授、博士生导师。